# Vysoké nad Jizerou
Vysoké nad Jizerou (in tedesco Hochstadt an der Iser) è una città della Repubblica Ceca facente parte del distretto di Semily, nella regione di Liberec.